# Черкаськ (Казахстан)
Черка́ськ (каз. Черкасск) — село у складі Саркандського району Жетисуської області Казахстану. Адміністративний центр Черкаського сільського округу.
У радянські часи село називалось Черкаське.
Населення — 738 осіб (2021; 967 у 2009, 1100 у 1999, 1641 у 1989).